# Mesembrius madagascariensis
Mesembrius madagascariensis är en tvåvingeart som beskrevs av Keiser 1971. Mesembrius madagascariensis ingår i släktet Mesembrius och familjen blomflugor.
Artens utbredningsområde är Madagaskar. Inga underarter finns listade i Catalogue of Life.